# Opius telramundi
Opius telramundi är en stekelart som beskrevs av Fischer 1970. Opius telramundi ingår i släktet Opius och familjen bracksteklar. Inga underarter finns listade i Catalogue of Life.